# Сентрал-ди-Минас
Сентрал-ди-Минас (порт. Central de Minas) — муниципалитет в Бразилии, входит в штат Минас-Жерайс. Составная часть мезорегиона Вали-ду-Риу-Доси. Входит в экономико-статистический микрорегион Мантена. Население составляет 6626 человек на 2006 год. Занимает площадь 203,675 км². Плотность населения — 32,5 чел./км².

## История
Город основан 1 марта 1963 года. 

## Статистика
- Валовой внутренний продукт на 2003 год составляет 20 774 436,00 реалов (данные: Бразильский институт географии и статистики).
- Валовой внутренний продукт на душу населения на 2003 год составляет 3152,42 реалов (данные: Бразильский институт географии и статистики).
- Индекс развития человеческого потенциала на 2000 год составляет 0,692 (данные: Программа развития ООН).